# Didymodon lingulatus
Didymodon lingulatus är en bladmossart som beskrevs av Brotherus 1902. Didymodon lingulatus ingår i släktet lansmossor, och familjen Pottiaceae. Inga underarter finns listade i Catalogue of Life.